# Kissing to Be Clever
Albums de Culture Club
Colour by Numbers
(1983)
Kissing to Be Clever est le premier album studio de Culture Club sur lequel figure leur premier succès Do You Really Want to Hurt Me.

## Liste des pistes
| No | Titre                                  | Durée |
| -- | -------------------------------------- | ----- |
| 1. | White Boy (dance mix)                  | 4:40  |
| 2. | You Know I'm Not Crazy                 | 3:36  |
| 3. | I'll Tumble 4 Ya                       | 2:36  |
| 4. | Take Control                           | 3:09  |
| 5. | Love Twist (featuring Captain Crucial) | 4:23  |
| 6. | Boy, Boy, (I'm the Boy)                | 3:50  |
| 7. | I'm Afraid of Me (remix)               | 3:16  |
| 8. | White Boys Can't Control It            | 3:43  |
| 9. | Do You Really Want to Hurt Me          | 4:23  |

## Personnel
- Boy George : Chant
- Roy Hay : Guitares, claviers, piano, sitar électrique
- Michael Craig : Basse
- Jon Moss : Batterie, percussions

## Personnel additionnel
- *Keith Miller – Synclavier
- Phil Pickett – claviers, chœurs
- Terry Bailey – trompette
- Nicky Payne – flûte, harmonica, saxophone
- Helen Terry – chœurs
- Denise Spooner – chœurs
- Colin Campsie – chœurs
- Trevor Bastow – arrangement des cordes